# Zhulin (socken i Kina, lat 34,26, long 114,72)
Zhulin (kinesiska: 竹林, 竹林乡) är en socken i Kina. Den ligger i provinsen Henan, i den centrala delen av landet, omkring 110 kilometer sydost om provinshuvudstaden Zhengzhou. Antalet invånare är 26 806. Befolkningen består av 13 175 kvinnor och 13 631 män. Barn under 15 år utgör 24,0 %, vuxna 15-64 år 66 %, och äldre över 65 år 8,0 %.
Genomsnittlig årsnederbörd är 833 millimeter. Den regnigaste månaden är juli, med i genomsnitt 193 mm nederbörd, och den torraste är januari, med 4 mm nederbörd.